# Miyamoto Musashi

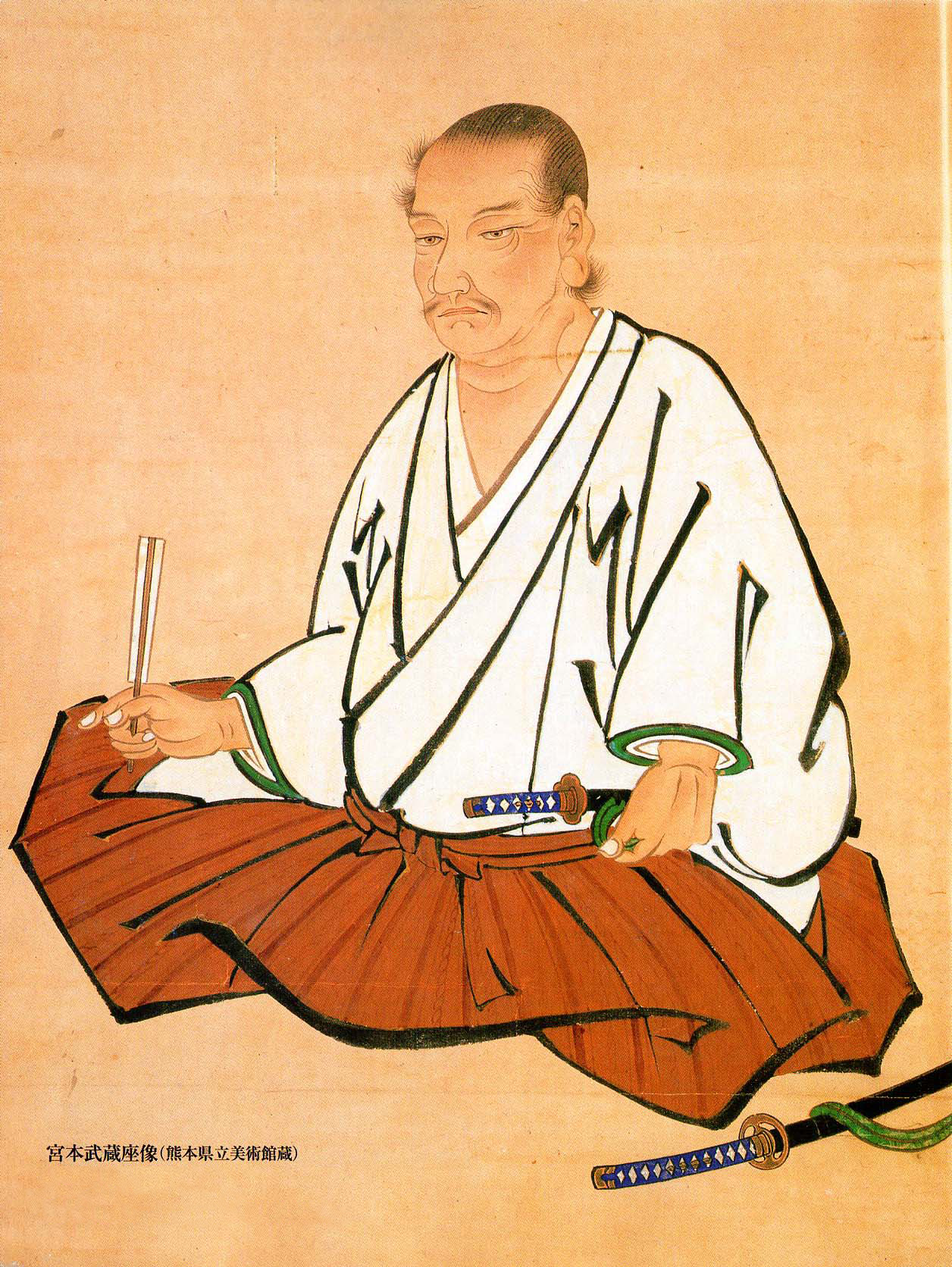
Miyamoto Musashi

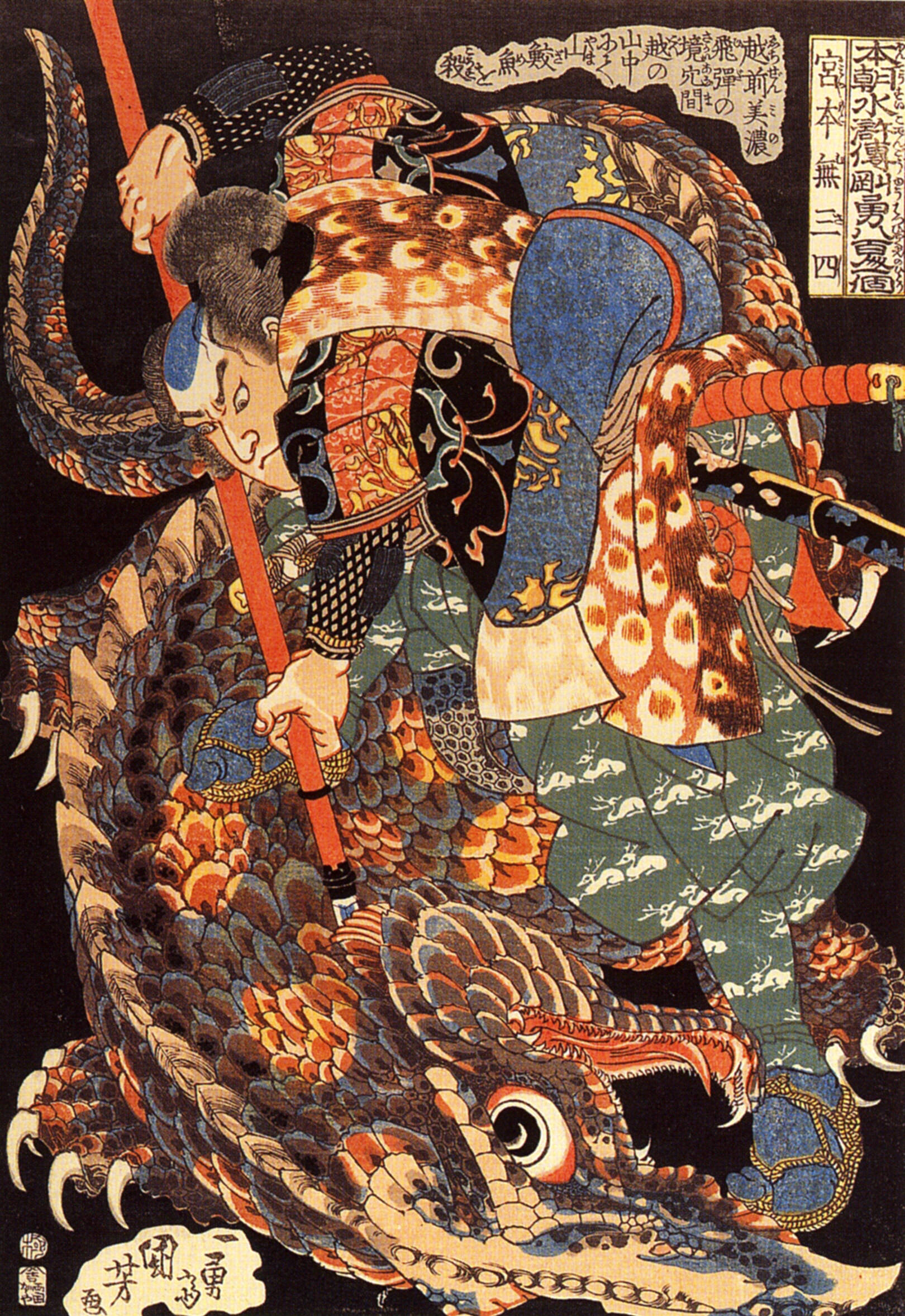
Musashi im Kampf mit einer Riesenechse, Farbholzschnitt von Kuniyoshi, um 1835

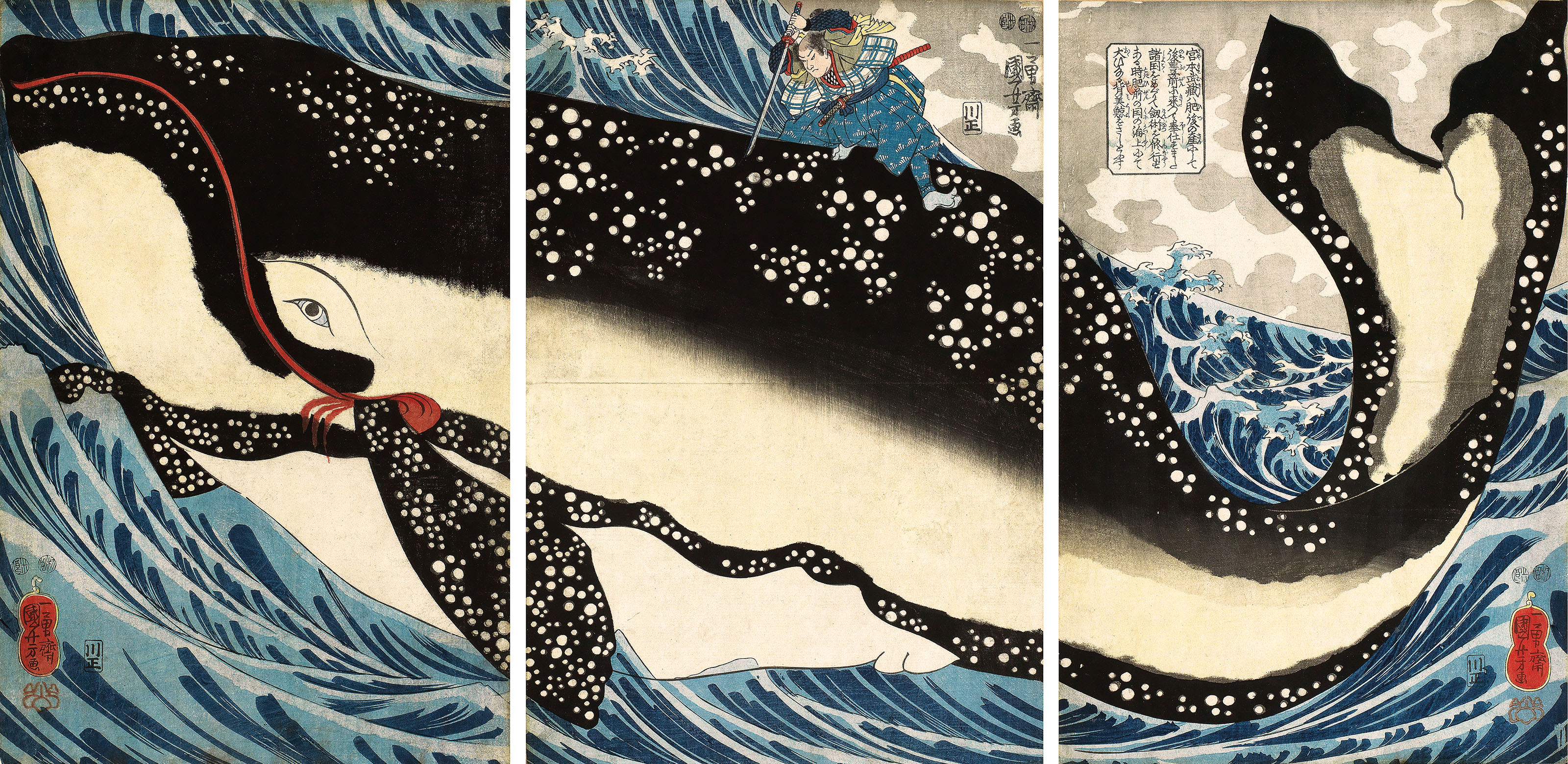
Musashi auf dem Rücken eines Wals, Farbholzschnitt von Kuniyoshi, um 1850

Miyamoto Musashi (japanisch 宮本 武蔵; * 1584 im früheren Dorf Miyamoto, Mimasaka; † 13. Juni 1645 in der Höhle Reigandō, Kumamoto) war ein japanischer Rōnin und Begründer der Niten-Ichiryū-Schwertkampfschule. Heute ist er vor allem durch sein Werk Gorin no Sho (deutsch Das Buch der Fünf Ringe) bekannt, welches vor allem als Quelle für Lebensweisheiten und Managementstrategien dient.

## Leben

### Jugend und Herkunft
Miyamoto Musashi wurde 1584 im gleichnamigen Dorf Miyamoto geboren, das heute ein Stadtteil von Mimasaka ist und damals zur historischen Provinz Mimasaka in der Präfektur Okayama gehörte. Früh wurde ihm eine ungestüme Wildheit nachgesagt. So soll er mit gerade dreizehn Jahren seinen ersten Gegner, Arima Kihei, einen im Kampf mit Schwert und Speer geübten Samurai, wegen eines Wettkampfes erschlagen haben. Arima, der auf dem Dorfplatz selbstsicher sein Banner aufgepflanzt hatte, brüstete sich damit, jeden beliebigen Gegner zu besiegen. Der junge Musashi – der für sein Alter bereits sehr groß und kräftig war – warf den Mann zu Boden und schmetterte ihm anschließend einen Stock an den Kopf.
Sein Vater war der Samurai Hirata Munisai, der in die Familie seiner Frau Omasa einheiratete, damit deren Familiennamen übernahm und anschließend Shinmen Munisai (新免 無二斎) hieß. Die Familie leitete ihre Herkunft vom prestigeträchtigen Klan der Fujiwara ab. Musashis wirklicher Name (imina) war Harunobu (玄信), auch sinojapanisch als Genshin gelesen, sein Kindheitsname Bennosuke (辨助) und sein Pseudonym Niten (二天, deutsch zwei Himmel) beziehungsweise Niten Dōraku (二天道楽). In seinem Buch „Gorin no Sho“ gibt er seinen Namen als Shinmen Musashi no Kami Fujiwara Harunobu (新免武蔵守 藤原玄信) an, wobei Musashi no Kami ein Ehrentitel ist, der verliehen werden kann. Daher wurde er allgemein mit Musashi angesprochen.

### „Kriegerwallfahrt“
Im Alter von etwa sechzehn Jahren verließ Musashi seine Heimat, um sich auf „Kriegerwallfahrt“ zu begeben – eine Reise, die ihn quer durch das alte Japan führte. Er nannte sich von jetzt an Miyamoto Musashi. Nachdem er an sechs Kriegen teilgenommen (u. a. in der berühmten Schlacht von Sekigahara), etliche Kämpfe ausgetragen und angeblich 60 Duelle für sich entschieden hatte, legte er mit Ende 20 seine Schwerter nieder und widmete sich der Suche nach einer tieferen Bedeutung seiner Schwertkampfkunst. Unter anderem wandte er sich nun vermehrt der Religion zu, aus der er schon früher Kraft geschöpft hatte.
In den meisten Erzählungen und Berichten über Musashi findet sein für die damalige Zeit unorthodoxer Kampfstil besondere Erwähnung: Im Gegensatz zu seinen Gegnern kämpfte Musashi häufig mit zwei Schwertern.
Seit der Sengoku-Zeit (1467–1568) war es üblich, dass Samurai (Bushi) zwei Schwerter in Form des Daishō-Paars (dt. groß-klein) trugen. Das Daisho bestand aus dem Langschwert Katana und dem Kurzschwert Wakizashi, das zu rituellen Zwecken, für den Kampf in beengten Räumen und als Ersatz für das Katana bei dessen Verlust diente. Der gleichzeitige Einsatz beider Waffen war zwar nicht unbekannt, traditionell üblich blieb jedoch die „eineinhalbhändige“ Führung des Langschwerts. Bei der Ausführung eines Schwerthiebs wurde der Griff in der Regel mit beiden Händen umfasst.
Musashi selbst schrieb über seinen Kampfstil:
„… sich der Wirksamkeit der beiden Schwerter bewusst zu werden – darum geht es in der Nito ryu… denn wahr ist, dass man alle Waffen, die man besitzt, gebrauchen sollte, statt sein Leben wegzuwerfen. Zu sterben, mit einer unbenutzten Waffe in seinem Gürtel, das wäre bedauerlich.“

### Begründung des eigenen Kampfstils
Er lernte von den Samurai und Rōnin, die in sein Dorf kamen, und studierte viele Zweikämpfe. Er begründete seinen eigenen Kampfstil und nannte ihn Niten Ichiryū.
Zu Musashis ungestümem Charakter passt die Anekdote, dass er eines Tages in der Hauptstadt Kyōto in der Yoshioka-Schule erschien, um Genugtuung dafür zu fordern, dass einer der Yoshioka-Meister Seijuro Kempo besiegt hatte. Die Geschichte berichtet, dass Musashi aus diesem Kampf als Sieger hervorging. Des Weiteren besiegte er auf seinen Reisen den Kettensichel-Experten Shishido Baiken. Auch besiegte er einen der besten Samurai seiner Zeit, Sasaki Kojiro, mit einem Ersatzruder eines Bootes, das er zu einem Holzschwert schnitzte.

### „Legende“ Musashi

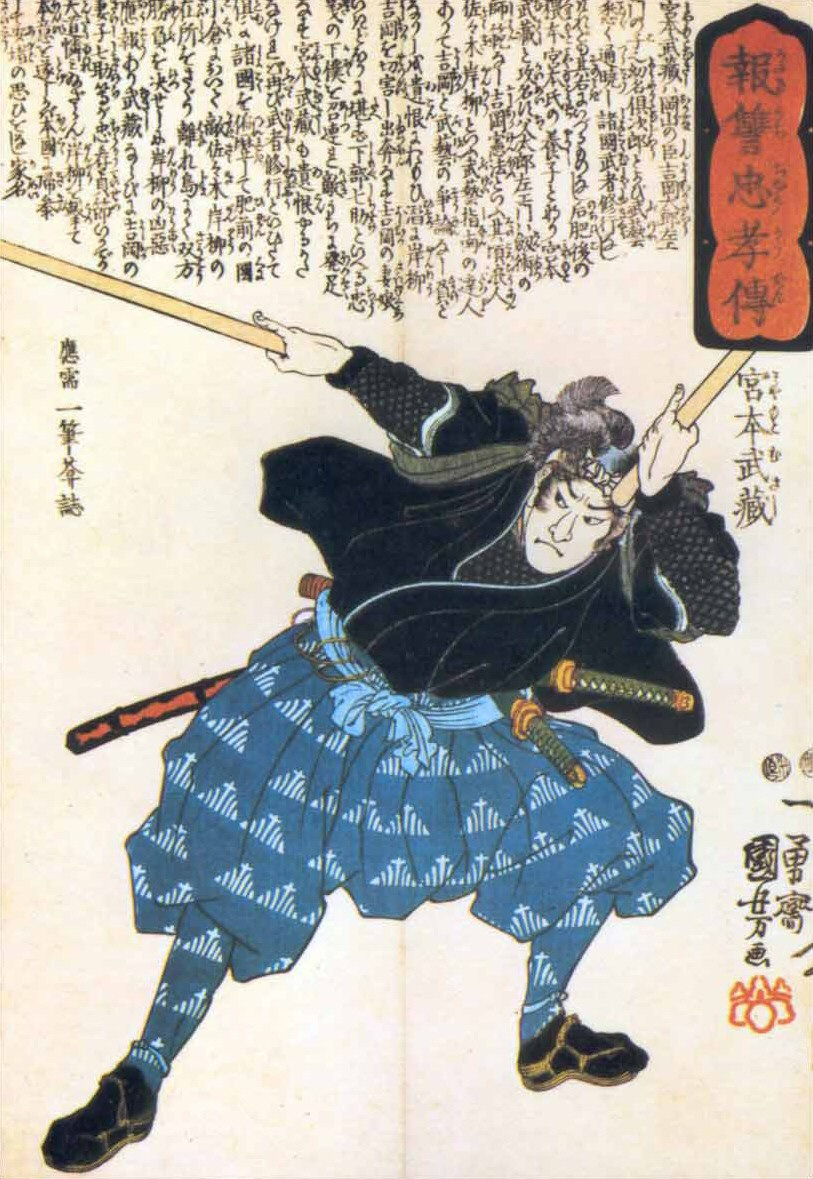
Musashi mit zwei Bokken, Farbholzschnitt von Kuniyoshi, um 1850

Musashi war vor allem durch seine Kampftechniken bekannt geworden. Da er mit der Zeit immer mehr ein Dorn in den Augen der Fürsten war, wurden mehrere Samurai entsandt, um ihn zu töten. Musashi tötete jedoch alle gegnerischen Schwertkämpfer. Herrenlos wie er war, muss er gemeinhin als Rōnin angesehen werden. Im Kampf nutzte er beide Schwerter des Daisho-Paars zum Angriff beziehungsweise zur Verteidigung. Dies gilt jedoch nur für Kämpfe mit mehreren Teilnehmern. In Duellen verwendete Musashi sowohl das Bokutō (Holzschwert), das er wohl auch selbst schnitzte, wie auch das Katana. Seinen ersten Zweikampf auf Leben und Tod bestritt er im Alter von 13 Jahren. Mit 28 Jahren hatte er nach eigenen Angaben mehr als 60 Kämpfe bestritten – darunter auch mit einigen der begabtesten Kampfkunstexperten (Schwertkämpfer, Stockkämpfer, Speerkämpfer u. a.) des Landes – und alle gewonnen. Seinen letzten Kampf focht er gegen den ihm ebenbürtigen Sasaki Kojirō aus. Nachdem Musashi das Schwert niedergelegt hatte, widmete er sich dem Aufbau einiger Schulen und Tempel. Er galt als ausgesprochen religiös, unter anderem erwähnt er den Wert der Religionen in seinem Buch der Fünf Ringe. Ob Musashi dem Shintoismus positiv gegenüberstand, bleibt offen. Über den Glauben sagte er: „Respektiert Buddha und die Götter, ohne euch auf ihren Beistand zu verlassen.“

### Musashi als Künstler und Handwerker
Später betätigte Musashi sich auch als Künstler und Handwerker. Seine Arbeiten werden in Japan als Meisterwerke eingeschätzt. Er bemalte Wandschirme und war ein Meister der Schreibkunst, er stellte Metallarbeiten her und begründete eine Schule der Stichblatthersteller (jap. Tsuba), die ihre Stücke nach ihm mit „Niten“ signieren. Als typisch für seine Arbeiten gilt das oft als „Musashi-Tsuba“ bezeichnete Stichblatt mit zwei negativ (SUKASHI) dargestellten Seegurken (japanisch NAMAKO) beschrieben. Es gibt aber auch andere TSUBA-Designs, die mit MUSASHI in Zusammenhang gebracht werden.

## Tod
Musashis Leben endete am 13. Juni 1645 in der Höhle Reigandō. Er hatte sich dorthin zurückgezogen, um sein Gorin no Sho zu schreiben, das er einige Wochen vor seinem Tode seinem Schüler Terao Magonojo übergab. Das Gorin no Sho (Das Buch der fünf Ringe) erreicht auch heute noch viele Leser in aller Welt.

## Rezeption
Wie von Musashi beabsichtigt, sind seine Erkenntnisse und taktischen Lehrsätze allgemein genug, um auch auf andere Situationen anwendbar zu sein. So wird das Buch der Fünf Ringe z. B. von amerikanischen Autoren, die über die Taktik moderner Luftkämpfe schreiben, zitiert und findet auch in der modernen Managementlehre seinen Platz.
Miyamoto Musashi bleibt vor allem durch seine blutige Lebensgeschichte in Erinnerung. Er wird aber auch als Kensei, als "Schwertheiliger", verehrt. Seine Lehren finden heutzutage ebenso wie Tsunetomos Hagakure als anerkannte Richtlinien und Weisheiten in allen Lebensbereichen Anwendung. Er unterrichtete mehrere Schüler, seine ersten Schüler heißen Jotaro und Sannosuke Iori.
Eine romantisierte und in vielen Teilen fiktive Version von Musashis Lebensgeschichte wurde in der Neuzeit und vor allem im Westen durch den von Yoshikawa Eiji geschriebenen Fortsetzungsroman Musashi so bekannt, dass sie Musashis realen Lebenslauf weitgehend überdeckt hat. Yoshikawas Roman wurde später zur Grundlage der Manga-Reihe Vagabond, die 2002 mit dem Tezuka Cultural Award ausgezeichnet wurde. Auch für das Kino und Fernsehen wurde sein Leben verfilmt, so beispielsweise in der Kino-Trilogie Samurai mit Toshirō Mifune als Hauptdarsteller aus den Jahren 1954–1956.
Das Lied "The Duelist" der Metalband Sabaton erzählt und ehrt seine Geschichte und den Mythos Musashis.